# Kvark c
Kvark c označovaný též jako půvabný (z anglického charm) je elementární částice. Jedná se o jednu z vůní kvarků.
Částice obsahující půvabný kvark bývají také označovány jako půvabné.

## Historie
Existence kvarku předpověděli Sheldon Glashow, John Iliopoulos a Luciano Maiani v roce 1970. Poprvé byl pozorován v roce 1974 objevem částice J/ψ. Tato částice byla objevena současně ve SLAC a BNL.

## Vlastnosti
- symbol: c
- klidová hmotnost: 1,3 GeV/c2
- elektrický náboj: +2/3 e
- spin: ½, jde tedy o fermion
- Je řazen do tzv. 2. generace kvarků.
- Není běžnou součástí hmoty.

## Příklady částic obsahujících kvark
- J/ψ – {\displaystyle c{\overline {c}}}